# デザインエッグ
デザインエッグ株式会社（英: Design Egg Inc.）は、大阪府東大阪市に本社を置き、インターネット事業を主とする日本の企業。

## 事業
2010年3月、Apple社が行ったiPadの発表を見た代表の佐田幸宏が電子書籍のサービスを開発・運営するために同会社を設立。2年後の2012年1月に電子書籍配信サービス「dbooks」をリリース。2013年にオンデマンド印刷とWEBを組み合わせた出版サービス「MyISBN」を開始し、以降は出版サービスを中心にサービス提供を行っている。
オンデマンド方式で書籍製作と出版を請け負うため、自費出版サービスにおける競合他社と比べて低価格でハードルの低い出版が可能だと謳う。

## 沿革
- 2010年5月 - デザインエッグ株式会社を設立[5]
- 2012年1月 - 電子書籍配信プラットフォーム「dbooks」をリリース
- 2012年2月 - 個人作家の写真や音楽を購入することができるWEBサービス「Chocoroad」をリリース[6]
- 2012年5月 - 終電までの時間がカウントダウンされるiPhoneアプリ「終電タイマー」リリース[7]
- 2012年6月 - 手数料無料の送金サービス「Kampa!」をベータでテスト公開[8]
- 2012年12月 - Amazonでのランキング順位を調べてくれる「Amazonランキング定期便」をリリース[9]
- 2012年12月 - 4,980円で紙の本が出版できるWEBサービス「MyISBN」をShoot from Osaka(n)で発表[10]
- 2013年3月 - 4,980円で紙の本が出版できるWEBサービス「MyISBN」をリリース[11]
- 2014年9月 - KDDI株式会社が運営するベンチャー育成プログラム「KDDI ∞ Labo」の７期に参画[12]
- 2015年3月 - 無料で紙の本が出版できるWEBサービス「ムゲンブックス」をリリース[13]
- 2015年8月 - プロデザイナーに表紙作成が依頼できるWEBサービス「MyCover」をリリース[14]
- 2019年3月 - 株式会社ペライチと提携、著者向けに販促用ホームページの無料提供を開始[15]
- 2019年5月 - ブックライターが代筆するサービス「えんぴつプレス」をリリース[16]
- 2019年9月 - 株式会社トゥ・ディファクトより、電子書籍作成サービス「パブー」をM&A、運営[17]

## 主な出版物
- 2015年 - 『KDDI ∞ Labo 第７期プログラムの軌跡』著書: KDDI ∞ Labo 第７期参加者一同
- 2024年 - 『活動遺産』編者:清古尊